# Gobernador de Armas
Gobernador de Armas era cada uno de los comandantes territoriales de Portugal. En efecto, en el Ejército Portugués, entre 1641 y 1836, cada gobernador de Armas tenía a su cargo un gobierno de Armas, siendo responsable de las tropas estacionadas en una provincia. Durante las Guerra de Restauración portuguesa era el más alto representante del Ejército portugués, siguiéndole, por orden decreciente, el maestro general de campo, el general de Caballería y el general de Artillería.
Los gobernadores de Armas sucedieron a los antiguos fronteiros-mores de la Edad Media. Inicialmente, tenían funciones operacionales semejantes a aquellos, comandando las fuerzas provinciales del Ejército, en combate. A finales del siglo XVIII, sin embargo, sus funciones se fueron haciendo esencialmente administrativas, sobre todo a nivel de reclutamiento y movilización de tropas en sus provincias. Hasta 1707, además de su función, el puesto de gobernador de Armas constituía también una patente militar. A partir de entonces, pasó a constituir solo un cargo que debería ser desempeñado por generales con la patente de maestro general de campo. 
En la organización administrativa de Portugal, en vigor en este momento, los gobiernos de Armas eran los únicos órganos administrativos con ámbito provincial.
Hasta 1751, existían seis gobernadores de Armas, correspondiendo a cada una de las seis provincias: Entre Douro e Minho, Trás-os-Montes, Beira, Estremadura (este con el título de "Gobernador de Armas de la Corte y Provincia de la Estremadura"), Alentejo y Algarve (con el título de "Gobernador y Capitán General del Algarve" hasta 1816 y "Gobernador de Armas del Reino de Algarve" a partir de entonces).
En 1751, fue creado un séptimo gobierno de Armas, el Gobierno de Armas del Partido de Oporto, cuyo territorio - con prerrogativas de provincia - fue destacado de las provincias de Entre-Douro-e-Minho y Beira.
En 1836, el Ejército Portugués fue organizado en divisiones militares territoriales, que asumieron las funciones de los gobiernos de Armas, siendo los mismos extinguidos.